# Копиловци (Кюстендилская область)
Копиловци (болг. Копиловци) — село в Болгарии. Находится в Кюстендилской области, входит в общину Кюстендил. Население составляет 654 человека.
Близ села расположен Копиловцкий монастырь, находящийся в юрисдикции Церкви ИПХ Греции (Синод Каллиника).

## Политическая ситуация
В местном кметстве Копиловци, в состав которого входит Копиловци, должность кмета (старосты) исполняет Иван Георгиев Петров (Болгарская социалистическая партия (БСП)) по результатам выборов правления кметства.
Кмет (мэр) общины Кюстендил — Петыр Георгиев Паунов (коалиция в составе 3 партий: Демократы за сильную Болгарию (ДСБ), Союз демократических сил (СДС), партия «АТАКА») по результатам выборов.